# سیتون، کامبریا
سیتون (به انگلیسی: Seaton) یک روستا و محله مدنی در بریتانیا است که در الیردال واقع شده‌است. سیتون ۵٬۰۲۲ نفر جمعیت دارد.